# Військовий трибун

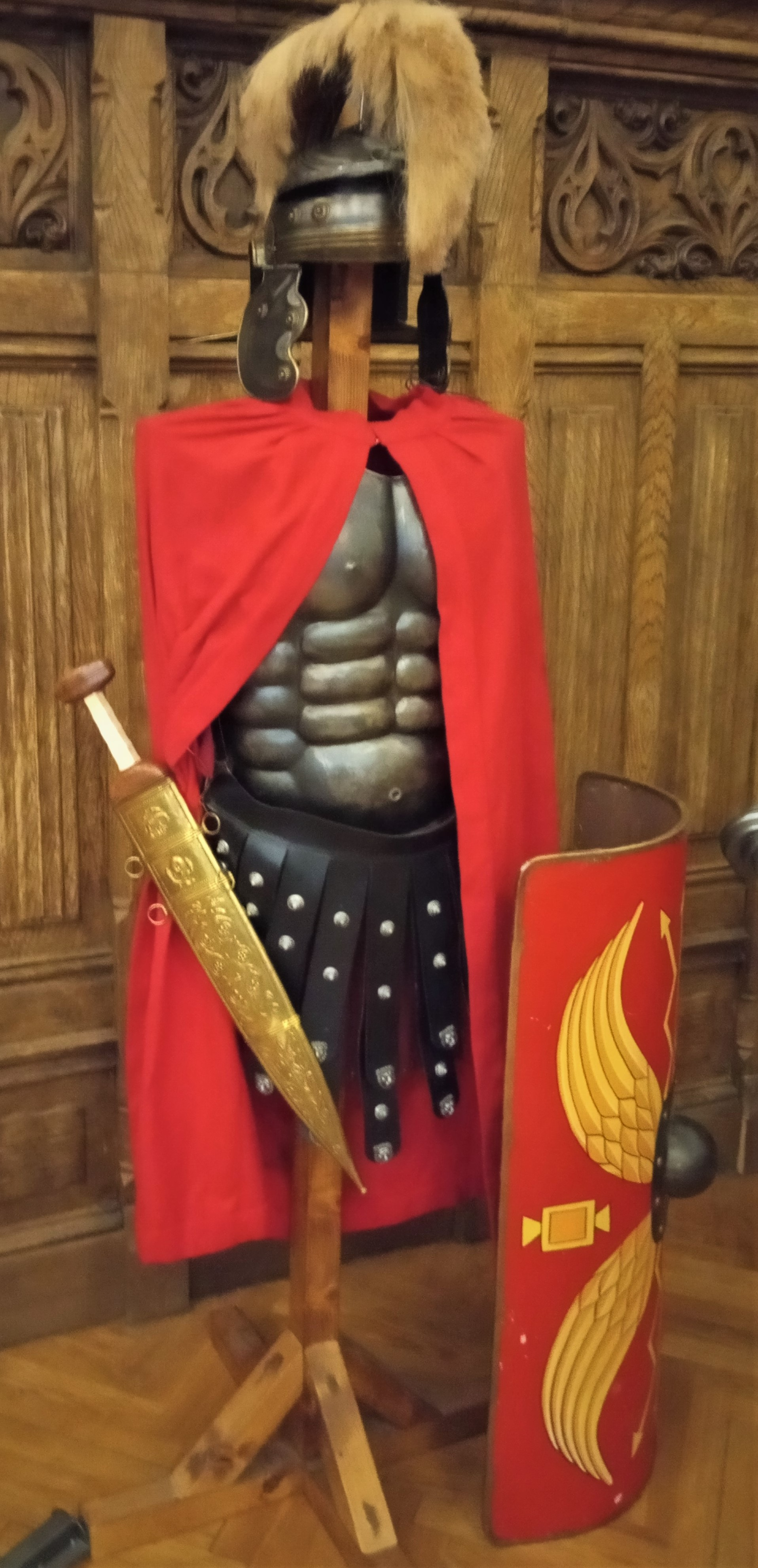
Однострій військового трибуна (реконструкція). Палац Культури м. Ясси

Військовий трибун (лат. tribunus militum) — командирська посада у легіоні Стародавнього Риму. В епоху Республіки у кожному римському легіоні було декілька (зазвичай шість) трибунів, які повинні були командувати легіоном по черзі, наприклад, кожен протягом двох місяців. Як правило, військові трибуни були вихідцями із знатних сімей.
Військові трибуни часто були молодими людьми, які не мали достатнього воєнного досвіду, окрім того, розпорошення командних функцій істотно ускладнювало керівництво легіоном, тому, вже в епоху, що безпосередньо передувала громадянським війнам (зокрема, під час війни в Африці проти царя Югурти), полководці (консули) стали передовіряти керівництво легіонами легатам, як правило, досвідченим воєначальникам, не рідко своїм друзям або родичам. Трибунам при цьому залишалися допоміжні та дорадчі функції, а також командування окремими виділеними підрозділами в одну або декілька когорт. 
В епоху Імперії в кожному легіоні був один військовий трибун з числа сенаторів (другий за старшинством в легіоні після легата) і п'ять трибунів із стану вершників.
До правління імператора Клавдія приміпіл (старший центуріон легіону) міг бути підвищений до військового трибуна, поки ця практика не припинилася через політичну значимість посади.